# Дюкенн, Паскаль
Паскаль Дюкенн (фр. Pascal Duquenne, род. 8 августа 1970, Вилворде) — бельгийский актёр с синдромом Дауна.
В 1996 году разделил приз за лучшую мужскую роль на Каннском кинофестивале в 1996 году, за роль Жоржа в фильме «День восьмой», с Даниэлем Отёйем, который сыграл Гарри.
В настоящее время проживает в Брюсселе.
В 2004 году удостоен бельгийского Ордена Короны.

## Фильмография
- Тото-герой, 1991 (эпизод)
- День восьмой, 1996 (главная роль)
- Люмьер и компания, 1996 (роль второго плана)
- The Room, 2006 (главная роль)
- Господин Никто, 2009 (роль второго плана)
- The Brand New Testament, 2015 (роль второго плана)